# Генуэзский залив
Генуэзский залив (итал. Golfo di Genova) — залив Лигурийского моря. Расположен у северо-западного берега Италии — т. н. Ривьеры. Длина 30 км; ширина у входа 96 км. Глубина до 1500 м. Берега крутые и скалистые. Солёность воды 36,5 ‰. Приливы величиной 0,3 м, полусуточные. Крупные города — Генуя, Савона и Кьявари. В Генуе и Савоне находятся порты.

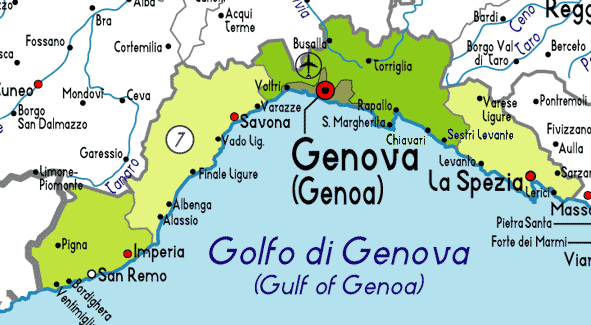
Карта залива

## В литературе
Строфа из хрестоматийного стихотворения Ф. И. Тютчева:

Я вспомнил, грустно-молчалив,

Как в тех страна́х, где солнце греет,

Теперь на солнце пламенеет

Роскошный Генуи залив…